# Panko

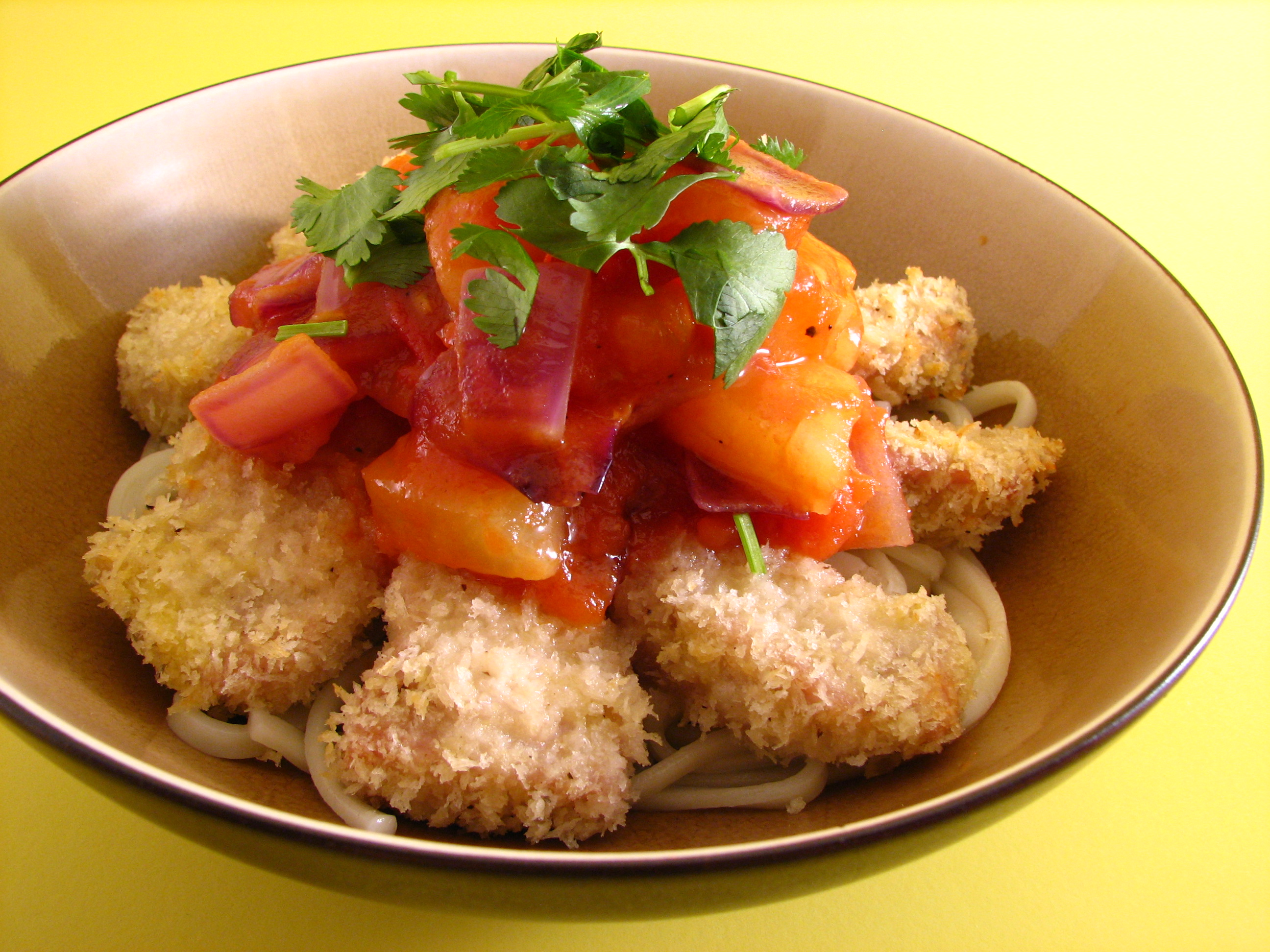
Cerdo empanado en panko con salsa de piña sobre udon.

El Panko (パン粉?) es una especie de pan rallado japonés.
El panko se fabrica a partir de pan rallado elaborado mediante calentamiento óhmico. Este modo de elaboración de pan se desarrolló en Japón durante la Segunda Guerra Mundial y permite fabricar pan sin corteza muy adecuado para rallarlo posteriormente. La carne, pescado y muchos productos se pueden "empanar o rebozar" con panko.
Tras la fritura, el panko da al rebozado un efecto crujiente y un tanto aireado.
Los alimentos rebozados con panko tienen una presentación espectacular con un precioso color dorado y resultan extremadamente crujientes. Además, el alimento así cocinado permanece crujiente mucho más tiempo.
El panko se produce en todo el mundo, particularmente en países asiáticos como Japón, Corea, Tailandia, Taiwán y Vietnam.